# محمد نوروزی
 حاج محمد نوروزی  (۱۰ اسفند ۱۳۲۰ - ۱۲ بهمن ۱۴۰۱) سیاستمدار ایرانی و نماینده مردم گنبد کاووس در اولین دوره مجلس شورای اسلامی بود که با تعداد آراء: ۱۷٬۰۶۲ برابر با درصد آراء: ۷۳٫۶۰ توانست کرسی مجلس شورای اسلامی را کسب کند.

## دیدگاه‌ها
«ماجرای نام گذاری ایران خودرو و سوال نماینده گنبد از وزیر صنایع».
«مساجد پایگاه اصلی و مردمی مبارزان انقلابی در گنبدکاووس با رژیم پهلوی».

«چگونگی وقوع جنگ اول گنبد و نتایج آن».
««سید محسن موسوی‌فرد کاشانی» در کتاب خاطراتش که توسط مرکز اسناد انقلاب اسلامی منتشر شده درباره سفر تبلیغی به گنبدکاووس و مبارزات مردم با رژیم پهلوی و روزی که شهربانی و ساواک هم حریف مردم انقلابی گنبد نشدند، می‌گوید».

«استیضاح وزیر کشور (آقای ناطق نوری)».
«راه اندازی مرکز رادیو تراپی و شیمی درمانی نیاز حوزه سلامت گنبدکاووس».
جلسات مشروح مذاکرات مجلس شورای اسلامی به ریاست هاشمی رفسنجانی ( دوره اول – جلسه ۵۰۵ )
مشروح مذاکرات مجلس شورای اسلامی به ریاست هاشمی رفسنجانی ( دوره اول – جلسه ۵۰۵ )
پنجشنبه ۲۷ مرداد ۱۳۶۲
منشی – آقای محمد نوروزی بفرمائید.
محمد نوروزی – سلام علیکم و رحمة الله. بسم‌الله‌الرحمن‌الرحیم
سلام و درود بر امام امت و همه سرمایه‌های اصیلی که در این انقلاب به سرمایه گذاشته شده است. 
سلام و درود بر مسئولین صادق جمهوری اسلامی لعن و نفرین به همه کارشکنان که در سر راه این جمهوری و این انقلاب اصیل که در جهان نمونه است سد ایجاد می‌کنند. 
اعم از آمریکا، شوروی ، گروهکها، گرانفروشان، محتکران و مسئولین بلکه غیر مسئولینی که امور مردم به دست آنان است و با بدرفتاری و با به تاخیر انداختن کار مردم آنان را نسبت به انقلاب بدبین می‌کنند یک مسئول اداره موقعی که مراجعی به او مراجعه می‌کند و کاری که در مدت دو  ساعت یک ساعت کمتر یا بیشتر باید انجام شود آن را به تاخیر آن هم تاخیر دو روز سه روز پنج روز و گاهی یک ماه او را به تاخیر می‌اندازد یقینا او در ردیف ضد انقلاب و همانند آمریکا و شوروی به این انقلاب ضربه می‌زند پس لعن و نفرینی که من گفتم هم شامل آمریکا است که جنایت می‌کند و هم شامل چنین شخصی که در این مملکت از این انقلاب نان می‌خورد و خیانت می‌کند.
سخنی دارم با شورای محترم عالی قضائی شورای محترم عالی قضائی که بایستی مدافع عدالت باشد و عدالت را چنان بگستراند که در جهان نمونه باشد ما متاسفانه تخلفات مسئولین استان آذربایجان شرقی چه شد؟ امام امر فرمودند که هیاتهایی انتخاب شوند و به تخلفات رسیدگی شود اینها زحمت کشیدند و دهها تخلف را در آنجا دیدند و گزارش کردند چه شدند آن مسئولین متخلف؟ 
چرا مجازات نشدند که درس عبرتی برای دیگران باشد؟ آیا اگر شهید بهشتی شهید نمی‌شد به همین شکل رفتار می‌شد؟ 
من به‌عنوان یک نماینده امروز نمی‌توانم بگویم که با شهادت بهشتی عدالت هم شهید شد؟ مردم از ما می‌پرسند بسیاری از خلافکاریها را آنها از ما بیشتر می‌بینند و موقعی که از ما می‌پرسند ما با کمال تاسف سر خویش را به پایین می‌افکنیم چرا باید چنین باشد؟
و سخنی با وزیر محترم مسکن چرا باید در این مملکت چهار سال پیش حداکثر مسکن متری دو هزار تومان از ۱۲۰۰ تا ۲۰۰۰ تومان ساخته باشند به وسیله بناها و معمارها و امروز یک آپارتمان معمولی در این مملکت خصوصا در تهران بیش از بیست هزار تومان قیمت گذاری شود چرا ؟
آیا با این وضع مردم دارای مسکن می‌شوند؟
همین الان بناها و معمارهایی هستند که ساختمان را با ۲۵۰۰ تومان تکمیل می‌کنند و به دست صاحب ساختمان قرار می‌دهد این تفاوت فاحش از کجا بوجود می‌آید؟ حضرت آیت‌الله مشکینی فرمودند که به مردم زمین بدهید یک زمین معمولی که بتوانند در آن سکنی بکنند و در آن برای خویش مسکن بوجود بیاورند موقعی که به این مردم زمین داده نمی‌شود آن زمین‌خواران زمینی که در ابتدای پیروزی انقلاب متری سیصد، چهارصد و حداکثر پانصد تومان بود که خود من هم شاهد  بعضی از جاها بودم امروز متاسفانه به متری چهار هزار تومان رسیده است پنج هزار تومان و کمتر و بیشتر خوب اگر به هر نفری دویست متر بهر خانواری دویست متر زمین بدهند آن زمین‌خواران دیگر امیدشان قطع می‌شود.
امید است این مسأله به وسیله وزارت مسکن هر چه زودتر انجام شود. و مطمئن باشید که گناه این گرانیها به گردن کسانی است که خوب عمل نمی‌کنند.... 
مردم از ادارات خصوصا شهرداریها ناراضی هستند برای گرفتن یک جواز ساختمان که واقعا دوسه ساعت بیشتر کار ندارد همین طور که عرض کردم گاهی حدود دو ماه باید دوندگی بکند و صد متاسفانه گاهی هم شنیده می‌شود که شخصی متقاضی می‌بیند که بایست یک ماه دوندگی بکند به ناچار گاهی هم مثل زمان طاغوت دستی هم به طرف جیب می‌برد امید است که این مطلب آخری درست نباشد.
رئیس – وقتتان تمام است.
نوروزی – چون وقت بنده تمام شده و چند مطلب دیگر داشتم به یک مطلب اکتفا می‌کنم و آن ورقه استیضاحیه آقای ناطق نوری وزیر محترم کشور است که با بیش از ۵۰ امضا در دست بنده است که قریب ۲۵ نفر از این امضاها به وسیله روحانین محترم و بقیه به وسیله آقایانی که به هر حال حزب اللهی هستند و در این مجلس شناخته شده‌اند مطلبی را نوشته‌ام برای این که من احجاف نکرده باشم به وقت عمومی همین جا به سخن خودم پایان می‌دهم و این ورقه را در اختیار ریاست محترم مجلس شورای اسلامی می‌گذارم. والسلام علیکم و رحمة الله و برکاته.

## درگذشت
وی پس از سال‌ها مجاهدت در راه خدا و خدمت به مردم در روز دوازدهم بهمن ماه ۱۴۰۱ مصادف با دهم رجب ۱۴۴۴ در شهرستان گنبدکاووس درگذشت و در صحن امامزاده یحیی بن زید به خاک سپرده شد.